# レダ (衛星)
レダ またはレーダ(Jupiter XIII Leda)は、木星の第13衛星。順行軌道にある不規則衛星である。1974年7月14日にチャールズ・コーウェルがパロマー天文台にて発見した。9月11日から13日にかけての3夜で撮影された写真乾板の全てにレダが写っているのが確認された。
ギリシア神話に登場するカストール（カストル）、ポリュデウケース（ポルックス）、クリュタイムネーストラー、ヘレネーの母で、スパルタ王テュンダレオースの妻のレーダーに因んで命名された。この名称は発見者のコーウェルが提案したものであり、1975年に公式に認定された。
レダはヒマリア群に属しており、このグループの衛星は木星から1100万から1300万kmの範囲を、およそ27.5°の軌道傾斜角で公転している。アルベドとして0.04を仮定した場合、レダの平均半径は10 kmと推定される。かつてギネスブックにおいて「最小の衛星」として認定されていたことがある。
なお、小惑星にも同名の天体レダ (Leda) がある。